# جیکوب کارستنسن
جیکوب کارستنسن (به انگلیسی: Jacob Carstensen) (زادهٔ ۱۰ سپتامبر ۱۹۷۸) شناگر اهل دانمارک است.